# 1851 en philosophie
Chronologie de la philosophie
- 1847
- 1848
- 1849
- 1850
- 1851
- 1852
- 1853
- 1854
- 1855

L’année 1851 a été marquée, en philosophie, par les événements suivants :

## Publications
- Début de la publication du Système de politique positive d'Auguste Comte, paru en quatre volumes de 1851 à 1854.
- Essai sur les fondements de nos connaissances et sur les caractères de la critique philosophique d'Antoine-Augustin Cournot.
- Vorlesungen über das Wesen der Religion, XX. Vorlesung (Cours sur l'Essence de la religion, XXe cours) de Ludwig Feuerbach.
- Essai sur les limites de l'action de l'État (en allemand : Ideen zu einem Versuch die Grenzen der Wirksamkeit des Staates zu bestimmen), du philosophe allemand Wilhelm von Humboldt, écrit en 1792 : il ne put être imprimé en raison des difficultés économiques liées à la guerre et l'ouvrage paraît seulement en 1851, après la mort de l'auteur[1].
- L’Idée générale de la révolution au xixe siècle de Pierre-Joseph Proudhon.
- Parerga et Paralipomena (« Suppléments et omissions » en grec), recueil d'Arthur Schopenhauer.

## Naissances
- 17 mai : François Picavet, philosophe français, spécialiste de Kant, mort en 1921.
- 8 août : Jules Lagneau, philosophe français, mort en 1894.
- 28 juillet : Theodor Lipps, philosophe allemand connu pour ses travaux sur l'empathie, mort en 1914.
- 26 août : Émile Boirac, philosophe français, mort en 1917.

## Décès
- x